# La letteratura e gli dèi
(Roberto Calasso, incipit de La letteratura e gli dèi)
La letteratura e gli dèi è un saggio di Roberto Calasso pubblicato presso Adelphi nella collana Biblioteca Adelphi nel 2001. Esso raccoglie otto letture che l'autore ha tenuto nel 2000 all'Università di Oxford.

## Struttura e temi
Il testo si divide in otto capitoli, uno per lettura, imperniati sul tema della letteratura assoluta, facendo dunque particolare attenzione ai fatti letterari compresi tra 1798 e 1898 (specie in Francia e Germania), secolo del grande ritorno degli dèi in letteratura o, con parole di Calasso, età eroica della letteratura assoluta, e delle conseguenze che tali fatti producono sul Novecento e sull'oggi.

## Le otto letture

### La scuola pagana
Il titolo rimanda all'opera di Charles Baudelaire l'École païenne, testo che sta al centro dello sviluppo delle argomentazioni di Calasso circa il ritorno degli dèi, tema annunciato in questo primo capitolo e del quale è sviluppata la prima parte. Dopo un breve excursus sulla presenza delle divinità in letteratura dai greci al Novecento, Calasso focalizza sulla Parigi di Baudelaire, luogo dal quale partono numerose digressioni: gli dèi dell'Olimpo annunciavano il loro ritorno sulla piazza di Parigi.

### Acque mentali
Una prima parte va dall'onda mnemica di Aby Warburg alle acque mentali delle Ninfe nell'antichità ([Ninfa] è la materia stessa della letteratura) e in Nabokov. Sono qui messe in evidenza le proprietà delle Ninfe, come mediatrici tra uomini e dèi: la pittura ne è piena, la letteratura anche (seppure in misura ben inferiore). Lolita di Nabokov ne è l'ultima grandiosa e fiammeggiante celebrazione.

Poi si passa a una seconda parte, nella quale è centrale l'esperienza estrema di Hölderlin, figura cardine della seconda lettura, per mettere in evidenza il manifestarsi, ben più raro, del divino, senza intermediari: ecco che egli ci è mostrato in balia dell'onda mnemica, folgorato da Apollo. Poi la condanna e il successivo perdono dell'uso delle favole antiche nella modernità da parte di Leopardi fanno da inciso, per tornare a Hölderlin come esperienza eccezionalmente unica, ma anche come simbolo del ritorno della mitologia in Europa e dell'aprirsi dell'età eroica della letteratura assoluta: dice, allora, Calasso che Era stato quello il periodo in cui l'epifania di una molteplicità di dèi era andata insieme [...] allo svincolarsi della letteratura da ogni precedente obbedienza, poiché da allora caos e forma andranno, come non fu mai, di pari passo.

### Incipit parodia
Attraverso la figura di Nietzsche Calasso mostra il ritorno al mito in Germania, in primis con Dioniso, già presente in altri pensatori ottocenteschi, ma non con la stessa forza che nel filosofo. Prima di arrivare a Nietzsche, la terza lettura presenta una parola-chiave: comunità. Questo termine è al centro della costruzione dei miti nazionali dell'Ottocento (concetto di comunità buona) e dei successivi totalitarismi novecenteschi: ma è anche ciò che spinge i primi romantici (con Friedrich Schlegel) al bisogno di una nuova mitologia, appunto, in nome del popolo: mitologia che, però, farà il suo nuovo ingresso attraverso la letteratura, non attraverso il popolo tedesco, poiché risulta impossibile proprio la ricostruzione di una ritualità definitivamente perduta. È con gli scritti e la biografia stessa di Nietzsche che il mito ha il suo inizio in Germania, con il dionisiaco Zarathustra, il cui incipit (incipit Zarathustra) porta con sé anche l'incipit parodia del titolo: d'ora in poi letteratura, parodia e mito sono indissolubilmente uniti.

### Elucubrazioni di un serial killer
Si ritorna alla Parigi della metà dell'Ottocento, questa volta con un protagonista unico, oggetto di tutta la lettura quarta: Lautréamont, barbaro artificiale che irrompe sulla scena [...] della letteratura e il suo Le Chants de Maldoror. Tra vicende editoriali, contenuti e forme, Calasso fa entrare il lettore in quello che è il vero incipit parodia della storia letteraria europea: Lautrèamont, infatti, rende fonte di riso tutto, un tutto che – come dice negli stessi anni Nietzsche – ritorna favola.

Allo stesso tempo, quella di Lautréamont è una letteratura che non è più al servizio della società: si tratta di una letteratura che si assolutizza, una letteratura che vive soltanto di se stessa e che segna tutti i poeti che gli succedono (come il Mallarmé delle lezioni quinta e sesta).

### Una stanza con nessuno dentro
La quinta lettura è la prima delle due incentrate su Mallarmé: in alcune sottili divergenze tra il Manual of Mythology del Reverendo G.W.Cox e la traduzione che ne fece Mallarmé, Calasso vede la prosecuzione di ciò che è avvenuto in Lautréamont. Ma vede anche un profondo e misterioso legame con gli scritti vedici e ne approfondisce le analogie. Muovendo in questo senso la lezione arriva ad analizzare il sonetto in -ix di Mallarmé, componimento allegorico di se stesso (come Calasso definirà anche il Rig Veda nella settima lettura): ecco la stanza con nessuno dentro, ovvero l'angoscia per l'assenza di idoli, oggetto comune a una tavoletta scritta da oltre tremila anni, il primo sogno di cui abbiamo notizia.

### Mallarmé a Oxford
Nella sesta lettura Calasso parte da una conferenza tenuta da Mallarmé a Oxford nel 1894: on a touché au vers, dice. Da qui derivano tutte le elucubrazioni successive: al centro è il verso, unica forma se si scrive. Per Mallarmé la prosa non esiste e mai è esistita: ma ciò risulta evidente solo dopo Hugo. Ecco che torna utile ancora Baudelaire, questa volta quello de Lo spleen di Parigi, a supportare (per assurdo) la tesi di Mallarmé: ... in verità la prosa non c'è: c'è l'alfabeto e poi dei versi più o meno fitti.... Da questa totalità del verso, si passa a una totalità della letteratura, che investe ogni ambito e, contemporaneamente, esiste [...] a eccezione di tutto: si entra così nella letteratura assoluta.

### I metri sono il bestiame degli dèi
La settima lettura parte da un aforisma, che fa da titolo al rispettivo capitolo: i metri sono il bestiame degli dèi, tratto dal Śatapatha Brāhmaṇa. Siamo nel mondo vedico, nella mitologia induista. Questa è la tesi, che Calasso porta a dimostrazione andando indietro, fino ai Rishi, che a loro volta lo conducono al progenitore Prajapati i quali lo conducono a capire la natura del metro, del verso. Questo, ancor prima di essere costituente della letteratura, aveva in sé una forza sacra che fu fonte della salvezza degli dèi stessi dalla morte: di qui l'uso che di esso fa l'uomo.
Il metro è innanzitutto forma. E le forme sono, nella mitologia vedica, metri che si trasformarono in uccelli dal corpo composto di sillabe e oggetto di culto presso i Rishi. Fu tramite queste forme che gli dèi conseguirono l'immortalità ed è attraverso queste forme che gli uomini puntano alla continuità, ma senza raggiungere l'immortalità. Calasso allora chiude la lettura con la domanda Non sarebbe potuto accadere anche agli uomini [di diventare immortali]? e come risposta porta l'unico esempio di uomini che vincono, almeno in parte, la loro sfida contro la morte per mezzo della forma: si tratta dei fratelli Ṛbhu, la cui storia è riportata nei testi vedici.

### Letteratura assoluta
L'ultima lettura si apre con Jung: Gli dèi sono diventati malattie. Questa affermazione conserva, ma riduce, l'originaria natura degli dèi di essere eventi mentali. La loro forza non è oggi diminuita però: essi, proprio attraverso la patologia, hanno le loro epifanie, perciò spesso violente. Ma la via patologica non è la sola: se la ritualità religiosa è morta, gli dèi appaiono in letteratura, che a partire dall'Ottocento si è fatta sapere che trova fondamento in se stesso, dunque assoluto.
Torna qui il concetto di sociale come soggetto totale a partire dal Novecento, un sociale che ha inglobato il religioso con tutta la sua potenza. È solo la letteratura, con la figura dello scrittore, a evadere da questo unicum che è la società. Letteratura che non ostenta [...] segni di riconoscimento e che va oltre le convenzioni sociali. In quanto forma, poi, la letteratura non risulta essere subordinabile a nulla, ma, anzi, risulta condizionante tutte le altre conoscenze (torna in questo il concetto di assoluto). Qui testo-chiave è il Monologo di Novalis, integralmente riportato e commentato.
Le due figure che precedono l'immagine che chiude l'intero testo sono, un'altra volta, Nietzsche e poi Proust. Il primo spiega come la somma forma di conoscenza sia la metafora, la simulazione, dunque l'arte. Il secondo spiega l'aspetto legislativo della letteratura e come dalla mortalità dell'uomo si abbia la creazione dell'immortalità delle opere. Le ultime pagine, attraverso una pittura di un kýlix attica, fanno da summa all'intero iter delle lezioni sulla letteratura assoluta, ma anche alla storia della letteratura (assoluta e non), tramite una triangolazione tra le figure dello scrittore, di Orfeo e di Apollo.

## Edizioni
- Calasso, Roberto, La letteratura e gli dèi, 2001, Adelphi edizioni, Milano.